# Szwajcarska Formuła 3 Sezon 1980
Szwajcarska Formuła 3 Sezon 1980 – trzeci sezon Szwajcarskiej Formuły 3.

## Kalendarz wyścigów
| Runda | Data        | Tor        | Pole position | Najszybsze okrążenie | Zwycięzca (kierowcy) | Zwycięzca (zespoły)   |
| ----- | ----------- | ---------- | ------------- | -------------------- | -------------------- | --------------------- |
| 1     | 16 marca    | Hockenheim | ?             | ?                    | Bruno Eichmann       | Formel Rennsport Club |
| 2     | 6 kwietnia  | Prenois    | ?             | ?                    | Beat Blatter         | Walter Wolf Racing    |
| 3     | 27 kwietnia | Hockenheim | ?             | ?                    | Jakob Bordoli        | Jakob Bordoli         |
| 4     | 4 maja      | Prenois    | ?             | ?                    | Louis Maulini        | Ecurie La Meute       |
| 5     | 20 maja     | Monza      | ?             | ?                    | Edy Kobelt           | Edy Kobelt            |
| 6     | 15 lipca    | Hockenheim | ?             | ?                    | Jakob Bordoli        | Jakob Bordoli         |

## Klasyfikacja kierowców
| Legenda oznaczeń w tabelach wyników Wyświetl szablon na nowej stronie | Legenda oznaczeń w tabelach wyników Wyświetl szablon na nowej stronie                                                                     |
| Oznaczenie                                                            | Wyjaśnienie |
| --------------------------------------------------------------------- | --- |
| Złoty                                                                 | Zwycięzca lub mistrzostwo |
| Srebrny                                                               | 2. miejsce lub wicemistrzostwo |
| Brązowy                                                               | 3. miejsce lub II wicemistrzostwo |
| Zielony                                                               | Ukończył, punktował (w klasyfikacji generalnej, gdy zdobył co najmniej jeden punkt na przestrzeni sezonu, poza trzema powyższymi opcjami) |
| Niebieski                                                             | Ukończył, nie punktował (w klasyfikacji generalnej, gdy nie zdobył co najmniej jednego punktu na przestrzeni sezonu)                      |
| Czerwony                                                              | Nie zakwalifikował się (NZ) |
| Czerwony                                                              | Nie prekwalifikował się (NPK) |
| Różowy                                                                | Nie ukończył (NU) |
| Różowy                                                                | Niesklasyfikowany (NS) (w klasyfikacji generalnej, gdy nie został sklasyfikowany w żadnym wyścigu sezonu)                                 |
| Czarny                                                                | Zdyskwalifikowany (DK) |
| Czarny                                                                | Wykluczony (WYK/EX) |
| Biały                                                                 | Nie wystartował (NW) |
| Biały                                                                 | Kontuzjowany (K/INJ) |
| Biały                                                                 | Wyścig odwołany (OD/C) |
| Bez koloru                                                            | Został wycofany (WYC/WD) |
| Bez koloru                                                            | Nie przybył (NP/DNA) |
| Bez koloru                                                            | Nie brał udziału w treningach (NT/DNP) |
| Bez koloru                                                            | Nie został zgłoszony (–) |
| Pogrubienie                                                           | Start z pole position |
| Kursywa                                                               | Najszybsze okrążenie wyścigu |
| †                                                                     | Nie ukończył, ale jego rezultat został zaliczony ze względu na przejechanie więcej niż 90% dystansu wyścigu.                              |
| *                                                                     | Sezon w trakcie |
| 1/2/3                                                                 | Punktowana pozycja w sprincie kwalifikacyjnym                                                                                             |
| Lista systemów punktacji Formuły 1                                    | |

| Poz. | Kierowca              | Zespół                | HOC | DIJ | HOC | DIJ | MON | HOC | Punkty |
| ---- | --------------------- | --------------------- | --- | --- | --- | --- | --- | --- | ------ |
| 1    | Jakob Bordoli         | Jakob Bordoli         | ?   | 5   | 1   | 3   | 5   | 1   | 122    |
| 2    | Louis Maulini         | Ecurie La Meute       | ?   | 2   | ?   | 1   | ?   | 2   | 122    |
| 3    | Edy Kobelt            | Edy Kobelt            | ?   | NU  | 2   | 2   | 1   | 4   | 102    |
| 4    | Pierre-Alain Lombardi | Pierre-Alain Lombardi | 5   | 3   | 5   | ?   | 3   | ?   | 79     |
| 5    | Hanspeter Stoll       | Hanspeter Stoll       | ?   | 4   | 3   | 4   | NU  | ?   | 55     |
| 6    | Armin Conrad          | Armin Conrad          | ?   | ?   | 6   | 6   | 4   | 6   | 44     |
| 7    | Marcel Wettstein      | Squadra Caposcarico   | ?   | ?   | ?   | 5   | NU  | 5   | 41     |
| 8    | Jean-Pierre Lebet     | Jean-Pierre Lebet     | ?   | ?   | ?   | ?   | ?   | ?   | 34     |
| 9    | Walo Schibler         | Walo Schibler         | ?   | ?   | ?   | ?   | 6   | 3   | 26     |
| 10   | Jürg Lienhard         | Lista Racing Team     | 2   | ?   | 4   | ?   | 7   | ?   | 23     |
|      | Bruno Eichmann        | Formel Rennsport Club | 1   | ?   | ?   | ?   | ?   | ?   |        |
|      | Beat Blatter          | Walter Wolf Racing    | ?   | 1   | ?   | ?   | ?   | ?   |        |
|      | Rolf Egger            | Jesa Racing           | ?   | ?   | ?   | ?   | 2   | ?   |        |
|      | Bruno Huber           | Formel Rennsport Club | 3   | ?   | ?   | ?   | 9   | ?   |        |
|      | Hanspeter Kaufmann    | Formel Rennsport Club | 4   | ?   | ?   | ?   | NU  | ?   |        |
|      | Jean-Pierre Rochat    | Jean-Pierre Rochat    | 6   | 6   | ?   | ?   | ?   | ?   |        |
|      | Jean-Pierre Lebet     | Jean-Pierre Lebet     | ?   | ?   | ?   | ?   | 8   | ?   |        |
|      | Daniel Bürger         | Ecurie des Ordons     | ?   | ?   | ?   | ?   | 10  | ?   |        |